# Asaf Jah Ier
Mir Qâmar ad-Dîn Khân Chin Qilij Khân Nizâm al-Mulk Fateh Jang Asaf Jâh Ier ou Asaf Jâh Ier (digne du ministre avisé de Salomon) est le fondateur de la dynastie dite des Nizâm de l'Hyderâbâd en 1724. Cette dynastie va se maintenir au pouvoir sur le Deccan jusqu'en 1948, après son rattachement à la République de l'Inde, un an après l'indépendance et la partition des Indes en 1947. Asaf Jâh est né le 20 août 1671 et mort le 22 mai 1748. Il est enterré à Khuldabad près d'Aurangâbâd.

## Biographie
À six ans Mir Qâmar ad-Dîn Khan Asaf Jâh est présenté par son père à la cour du Moghol. À dix huit ans il est déjà un guerrier confirmé. À 26 ans il est nommé gouverneur et vice-roi de Bîjâpur, puis Mâlvâ et plus tard de tout le Deccan. En 1719, après la mort d'Aurangzeb, il entreprend de conquérir son indépendance. Le 9 mai 1719 il prend possession de la forteresse d'Asir et le 25 mai de Burhānpur 20 km plus au sud.
La défaite de Sayyid Dilawar Ali Khan, commandant des armées impériales mogholes, le 19 juin 1720 à Hasanpu permet à Asaf Jâh la création de sa principauté indépendante confirmée par un décret (firman) impérial du 20 juin 1720.
Asaf Jâh monte sur le trône (musnad) à Burhanpur le 31 juillet 1720 et devient le vice-régent de l'empire avec le titre de Waqîl-i Mutlaq (régent absolu) le 8 février 1722.
Les prétendants à la succession d'Aurangzeb s'affrontent dans une totale confusion. Il n'est pas difficile pour Asaf Jâh de s'imposer aux faibles occupants du trône de Delhi. Cependant cela n'empêche pas le sultan de Delhi de suggérer secrètement au gouverneur (Subedar) Mubariz Khan, du Deccan de s'opposer à lui. En 1724, à Sakhar Kheda dans le district de Berar, une bataille s'engage entre Mubariz Khan et Asaf Jâh. Mubariz Khan est tué au cours de la bataille. Cette bataille établit la primauté d'Asaf Jâh sur le Deccan. Il installe sa capitale à Aurangâbâd puis à Hyderâbâd qui devient la capitale des Asaf Jâhi.
Le 25 juin 1725, l'empereur moghol Muhammad Shâh attribue à Asaf Jâh le titre de Nizâm al-Mulk.
En 1738, le fondateur de la dynastie des Afsharides, Nâdir Shâh conquiert Kandahar et Kaboul en Afghanistan, puis continue par l'invasion de l'Inde. Il défait la grande armée de Muhammad Shâh à la bataille de Karnal, le 24 février 1739. Le 20 mars 1739, Nâdir Shâh prend la ville de Delhi qu'il fait piller. Il ordonne le massacrer de 30 000 de ses habitants. Nâdir Shâh offre l'empire à Asaf Jâh qui refuse proclamant sa fidélité à l'empereur.Il retourne ensuite en Perse au début de mai 1739 avec de vastes trésors. Pendant cette campagne, Asaf Jâh a confié à son fils Mir Ahmad Nâsir Jang la régence du royaume. Mir Ahmad Nâsir Jang a essayé de prendre le pouvoir mais son père l'a vaincu à Idhag Maidan dans l'Aurangâbâd, le 23 juillet 1741.

### Mort
Asaf Jâh est mort le 1er juin 1748 à Burhānpur. Il est enterré à Khuldabad près d'Aurangâbâd.
Sa succession est l'occasion de voir s'affronter les Français aux Britanniques. Ces derniers soutiennent le second fils d'Asaf Jâh, Mir Ahmad `Alî Khân Bahadur Nasir Jang qui monte sur le trône pour un règne de deux ans alors que les Français soutiennent son petit-fils Muhyi ad-Dîn, Muzaffar Jang.

### Héritage
L'œuvre principale d'Asaf Jâh est la création de l'état d'Hyderâbâd. Il a atteint son objectif en combattant contre les Marathes et par une politique de non-engagement dans la rivalité entre les Français et les Britanniques. Sa politique va se trouver justifiée par la suite puisque l'état ainsi créé reste stable pendant la domination britannique et jusqu'à l'indépendance de l'Inde en 1947.

## Descendance
Qâmar ad-Din Nizâm al-Mulk Asaf Jâh a eu trois épouses :
- X.
- Umda Begum, morte à Hyderâbâd, le 22 février 1775.
- Said un-nisa Begum.

Qui lui donnent six fils et sept filles :

### Les fils
- Amir al-Umara, Nizâm al-Mulk, Asaf ad-Dawla, Nabab Mir Ghazi ad-Dîn Khân Bahadur, Firuz Jang. Sa mère est Said un-nisa Begum. Né début mars 1709. En décembre 1750, il prétend à la succession de son frère Mir Ahmad Nasir Jang. Le 31 janvier 1751, il reprend le titre de Nizâm al-Mulk porté par son père. Le 16 octobre 1752, il est empoisonné par la mère de Nizâm ad-Dawla `Alî Khan Bahadur avant de pouvoir montrer sur le trône à Aurangabad[3].
- Humayun Jâh Nizâm ad-Dawla Nawab Mir Ahmad `Ali Khân Bahadur Nawab Mir Ghazi ad-Dîn Khân Bahadur Firuz Jang. Sa mère est Said un-nisa Begum. Né à Nawar le 26 février 1712. Il succède à son père le 1er juin 1748. Il est tué le 16 décembre 1750 et enterré dans un mausolée à Burhanpur[11].
- Nabab Sayyid Muhammad Khân Bahadur, Salâbat Jang. Né avant le 24 novembre 1718. Il monte sur le trône en 1751. Son frère Asad Jang, le destitue. Il est tué en prison le 16 septembre 1763, Enterré à Hyderâbâd dans la mosquée Mecca Masjid[11],
- Nizâm ad-Dawla `Alî Khan Bahadur. Sa mère est Umda Begum. Destitue son frère en 1763. Mort le 6 août 1803, enterré à Hyderâbâd dans la mosquée Mecca Masjid[12].
- Amir al-Umara Chuja al-Mulk Amad ad-Dawla Nawab Mir Muhammad Charif Khân Bahadur Basalat Jang. Né le 1er mai 1737. Mort à Adoni le 6 octobre 1782[3].
- Humayun Jâh Nasir al-Mulk. Né en 1737. Mort le 25 juillet 1802[3].

### Les filles
- Khair un-nisa Begum est la mère de Muhyi ad-Dîn, Muzaffar Jang.
- Padshah Begum.
- Muhsina Begum
- Khujasta Banu Begum
- Badar un-nisa Begum Sahiba.
- Mukarama Banu Begum
- Mah Bano Begum Sahiba.